# Furcantenna
Furcantenna là một chi ruồi trong họ Syrphidae.